# Zeche Mühlenbank (Essen)
Die Zeche Mühlenbank ist ein ehemaliges Steinkohlenbergwerk in Essen-Kupferdreh. Das Bergwerk hat eine über 70-jährige Geschichte.

## Bergwerksgeschichte
Im Jahr 1800 wurde die Konzession für den Abbau von Steinkohle erteilt, es fand zunächst jedoch kein Betrieb statt. Am 2. Januar des Jahres 1844 wurde ein Längenfeld verliehen. Im 2. Halbjahr des Jahres 1856 wurde das Grubenfeld durch den Prinz Friedrich Stolln gelöst. Noch im selben Jahr wurde das Bergwerk in Betrieb genommen. Im Jahr 1858 wurden die ersten Kohlen abgebaut. Im darauffolgenden Jahr wurde die Gewerkschaft neu gegründet. Im Jahr 1861 wurde zunächst noch Abbau betrieben, einige Zeit später wurde das Bergwerk stillgelegt. Im Jahr 1865 wurde das Bergwerk wieder in Betrieb genommen. Im Jahr 1869 wurde das Bergwerk erneut stillgelegt und im darauffolgenden Jahr wieder in Betrieb genommen. Im Jahr 1872 konsolidierte die Zeche Mühlenbank mit weiteren Zechen zur Zeche Prinz Friedrich.

## Förderung und Belegschaft
Die ersten Förderzahlen stammen aus dem Jahr 1858, es wurden 10.860 Scheffel Steinkohle gefördert. Die ersten Belegschaftszahlen stammen aus dem Jahr 1861, es waren zwei Bergleute auf dem Bergwerk beschäftigt. Die Förderung in diesem Jahr betrug 2005 Scheffel Steinkohle. Im Jahr 1867 wurden 377 Tonnen Steinkohle abgebaut. Im Jahr 1870 wurden von 19 Bergleuten 3485 Tonnen Steinkohle gefördert. Die letzten Zahlen stammen aus dem Jahr 1872, mit 28 Bergleuten wurden 5660 Tonnen Steinkohle gefördert.